# Лисичка (річка)
Лисичка — річка в Росії, у Грайворонському районі Бєлгородської області. Ліва притока Ворсклиці (басейн Дніпра).

## Опис
Довжина річки 23 км., похил річки — 1,9 м/км. Площа басейну 101 км².

## Розташування
Бере початок біля села Козача Лисиця. Тече переважно на південний захід через Іванівську Лисицю і у місті Дунайка впадає у річку Ворсклицю, праву притоку Ворскли.